# Halicarcinus innominatus
Halicarcinus innominatus är en kräftdjursart som beskrevs av Richardson 1949. Halicarcinus innominatus ingår i släktet Halicarcinus och familjen Hymenosomatidae. Inga underarter finns listade i Catalogue of Life.